# Manique do Intendente, Vila Nova de São Pedro e Maçussa
Manique do Intendente, Vila Nova de São Pedro e Maçussa (llamada oficialmente União das Freguesias de Manique do Intendente, Vila Nova de São Pedro e Maçussa) es una freguesia portuguesa del municipio de Azambuja, distrito de Lisboa.

## Historia
Fue creada el 28 de enero de 2013 en aplicación de una resolución de la Asamblea de la República de Portugal promulgada el 16 de enero de 2013 con la unión de las freguesias de Maçussa, Manique do Intendente y Vila Nova de São Pedro, pasando su sede a estar situada en la antigua freguesia de Manique do Intendente.

## Demografía
| Gráfica de evolución demográfica de Manique do Intendente, Vila Nova de São Pedro e Maçussa entre 2011 y 2021 |
| |
| Datos según el nomenclátor publicado por el INE portugués.                                                    |